# Чизон-ди-Вальмарино
Чизон-Ди-Вальмарино (итал. Cison di Valmarino) — коммуна в Италии, располагается в провинции Тревизо области Венеция.
Население составляет 2553 человека, плотность населения составляет 91 чел./км². Занимает площадь 28 км². Почтовый индекс — 31030. Телефонный код — 0438.
Покровителем коммуны почитается Иоанн Предтеча, празднование 24 июня.